# Some Kind of Nothingness
"Some Kind of Nothingness" é uma canção da banda britânica de rock Manic Street Preachers, lançada como single em dezembro de 2010. A faixa conta com a participação de Ian McCulloch, vocalista do Echo & the Bunnymen. A música chegou a posição 44 nas paradas de singles do Reino Unido, pior desempenho comercial dos Manics desde 1991.

## Faixas

### CD 1
1. "Some Kind of Nothingness" – 3:49
2. "Broken Up Again" – 3:27
3. "Red Rubber" – 2:57
4. "Evidence Against Myself" – 3:00

### CD 2
1. "Some Kind of Nothingness" – 3:49
2. "Slow Reflections/Strange Delays" – 2:44

(Formato exclusivo no site dos Manics)

### 7" single
1. "Some Kind of Nothingness"
2. "Time Ain't Nothing"[3]

### Digital download
1. "Some Kind of Nothingness" (BBC Live Version) – 3:43
2. "Some Kind of Nothingness" – 3:49
3. "Masses Against the Classes" (Live from Newport Centre) – 3:29
4. "Sleepflower" (Live from Manchester Apollo) – 4:59
5. "Yes" (Live from Manchester Apollo) – 4:45